# Curius punctatus
Curius punctatus là một loài bọ cánh cứng trong họ Cerambycidae.